# Greta Stegemann
Greta Elisabeth Stegemann (* 12. Februar 2001 in Böblingen) ist eine deutsche Fußballspielerin.

## Karriere

### Vereine
Stegemann wechselte im Sommer 2016 gemeinsam mit ihrer Teamkollegin Ivana Fuso von der SV Böblingen, für die sie zehn Jahre aktiv war, in die Jugendabteilung des SC Freiburg. Bei den Freiburgerinnen gehörte sie zunächst dem Kader der U-17-Juniorinnen an und trat mit diesen in der B-Juniorinnen-Bundesliga Süd an. Ab der Saison 2017/18 folgten erste Einsätze für die zweite Mannschaft Freiburgs, für die sie am 5. November 2017 (6. Spieltag) beim 1:1 gegen den 1. FC Köln II in der 2. Bundesliga Süd debütierte. Nach einem Einsatz im DFB-Pokal stand sie am 24. Februar 2018 (16. Spieltag) beim 2:0-Heimsieg gegen den FC Bayern München erstmals in der Bundesliga auf dem Platz. Seit der Saison 2018/19 ist sie fester Teil des Bundesligateams. Im Mai 2024 erreichte sie ihr 100. Pflichtspiel für den SC.

### Nationalmannschaft
Die Defensivspielerin feierte am 27. April 2016 beim 3:3 der U15-Nationalmannschaft gegen die Niederlande ihr Debüt im Nationaltrikot. Nach zwei Einsätzen für die U16-Nationalmannschaft folgte im Januar 2017 der erste Einsatz für die U17-Nationalmannschaft. Für die Jahrgangseuropameisterschaft 2017 gehörte sie zunächst zum deutschen Kader, musste ihre Teilnahme nach einer im Vorbereitungslehrgang erlittenen Sprunggelenkverletzung jedoch absagen. Am 22. März 2018 erzielte sie im Rahmen der Qualifikation zur U17-Europameisterschaft in Litauen ihr erstes Tor für eine nationale Auswahl. Nach erfolgreich absolvierter Qualifikation kam sie beim Turnier in zwei Gruppenspielen, dem Halbfinale sowie dem mit 0:2 gegen Spanien verlorenen Finale zum Einsatz. Bei der U17-Weltmeisterschaft in Uruguay gehörte Stegemann ebenfalls zum deutschen Kader, zog sich im zweiten Gruppenspiel gegen Kamerun allerdings erneut eine Sprunggelenksverletzung zu und fiel für das restliche Turnier aus. 2019 nahm sie mit der U19-Nationalmannschaft an der Europameisterschaft in Schottland teil, wo sie in zwei Vorrundenpartien eingesetzt wurde.

## Erfolge
- DFB-Pokal-Finalist 2019, 2023
- U19-Vize-Europameister 2019
- U17-Vize-Europameister 2018